# Суванді (тенісист)
Суванді (нар. 21 серпня 1976) — колишній індонезійський тенісист.
Найвищу одиночну позицію світового рейтингу — 208 місце досяг 18 червня 2001, парну — 318 місце — 16 жовтня 1995 року.

## Фінали за кар'єру

### Титули Туру в одиночному розряді – всі рівні (4–3)
| Легенда (одиночний розряд) |
| Великий шлем (0–0)         |
| Tennis Masters Cup (0–0)   |
| Серія Мастерс ATP (0–0)    |
| Тур ATP (0–0)              |
| Челленджери (0–1)          |
| Ф'ючерси (4–2)             |

| Результат | Ранг | Дата            | Турнір                   | Покриття | Суперник        | Рахунок       |
| Перемога  | 1.   | 11 вересня 2000 | Касіва (Тіба), Японія F6 | Тверде   | Бенжамін Бекер  | 6–7, 6–4, 7–6 |
| Поразка   | 1.   | 19 лютого 2001  | Хошимін, В'єтнам         | Тверде   | Петр Кралерт    | 2–6, 6–2, 4–6 |
| Перемога  | 2.   | 23 квітня 2001  | Андижан, Узбекистан F1   | Тверде   | Денис Голованов | 6–1, 6–4      |
| Перемога  | 3.   | 30 квітня 2001  | Андижан, Узбекистан F2   | Тверде   | Олег Огородов   | 6–2, 7–5      |
| Поразка   | 2.   | 9 серпня 2004   | Макасар, Індонезія F2    | Тверде   | Чон Хи Сок      | 6–7, 3–6      |
| Поразка   | 3.   | 9 травня 2005   | Пхукет, Таїланд F2       | Тверде   | Зімон Штадлер   | 3–6, 2–6      |
| Перемога  | 4.   | 14 серпня 2006  | Манадо, Індонезія        | Тверде   | Елберт Сіе      | 6–4, 7–5      |

### Титули Туру в парному розряді – всі рівні (7–4)
| Легенда (парний розряд)  |
| Великий шлем (0–0)       |
| Tennis Masters Cup (0–0) |
| Серія Мастерс ATP (0–0)  |
| Тур ATP (0–0)            |
| Челленджери (0–0)        |
| Ф'ючерси (7-4)           |

| Результат | Ранг | Дата           | Турнір                      | Покриття | Партнер               | Суперник                            | Рахунок            |
| Перемога  | 1.   | 29 липня 2002  | Соґвіпхо, Корея Republic F3 | Тверде   | Ім Кю Те              | Івамі Тасуку Сакаї Тосіакі          | 5–7, 7-6(7-5), 6-2 |
| Перемога  | 2.   | 26 серпня 2002 | Тайчжоу, КНР F4             | Тверде   | Брендон Гоук          | Сюй Жань Чжен Шаосюань              | 2–6, 6–3, 6-2      |
| Перемога  | 3.   | 2 вересня 2002 | Касіва (Тіба), Японія F6    | Тверде   | Петер Хандойо         | Лу Єнь-Сюнь Мацуї Тосіхіде          | 6–3, 6-2           |
| Перемога  | 4.   | 6 січня 2003   | Лакхнау, Індія F1           | Трава    | Петер Хандойо         | Івабуті Сатосі Кім Тон Хюн          | 6–4, 6-2           |
| Перемога  | 5.   | 16 червня 2003 | Кассель, Німеччина F7       | Ґрунт    | Петер Хандойо         | Патрісіо Аркес Франсіско Кабельйо   | 6-7(4-7), 6–4, 6-4 |
| Поразка   | 1.   | 1 вересня 2003 | Джакарта, Індонезія F2      | Тверде   | Хендрі Сусіло Прамоно | Санчай Ратіватана Сончат Ратіватана | 3–6, 1-6           |
| Поразка   | 2.   | 10 серпня 2004 | Макасар, Індонезія F2       | Тверде   | Боніт Вір'яван        | Кім Тон Хюн Квон О Хі               | 5–7, 7-6(7-5), 2-6 |
| Поразка   | 3.   | 9 травня 2005  | Пхукет, Таїланд F2          | Тверде   | Боніт Вір'яван        | Джош Гоффі Тревор Спраклін          | 6–4, 3–6, 5-7      |
| Перемога  | 6.   | 1 серпня 2005  | Джок'якарта, Індонезія F1   | Тверде   | Боніт Вір'яван        | Крістофер Рунґкат Фебі Відгіянто    | 6-4 6-2            |
| Поразка   | 4.   | 9 серпня 2005  | Семаранг, Індонезія F2      | Тверде   | Боніт Вір'яван        | Чжан Ґайлун Ї Чжухуань              | 3-6 4-6            |
| Перемога  | 7.   | 16 серпня 2005 | Макасар, Індонезія F3       | Тверде   | Боніт Вір'яван        | Сє Ванчжен Лі Сіньхань              | 6-2 7-6(7-4)       |